# Filtracja
Filtracja (sączenie) – metoda oddzielania substancji stałych od cieczy i gazów, poprzez mechaniczne zatrzymanie jednego ciała stałego w przegrodach porowatych (filtrach) przy użyciu odpowiednich aparatów. Ciecz lub gaz otrzymywane po filtracji nazywa się filtratem. Filtracja jest najczęściej stosowanym sposobem oddzielania ciał stałych od cieczy.
W technologii uzdatniania wody wykorzystuje się naturalne procesy zachodzące w przyrodzie z dużą szybkością:
- cedzenie
- sedymentacja
- flokulacja
- kohezja
- adhezja
- dyfuzja
- adsorpcja
- oddziaływanie elektrostatyczne.

Proces polega na przepuszczeniu wody przez ośrodek porowaty zgromadzony w filtrach w postaci złóż filtracyjnych.
Podczas filtracji przepływ przesączu przez warstwę osadu ma charakter uwarstwiony. Z równania Leva wynika następująca zależność:
u = μΔP/ηl, gdzie
u – prędkość liniowa przesączu w m/s,
μ – stała przepuszczalności osadu w m²,
l – grubość warstwy osadu w m,
η – współczynnik lepkości dynamicznej przesączu w Pa·s,
ΔP – różnica ciśnień w Pa.
Kluczowym kryterium rozdziału rodzajów filtracji jest wielkość cząstek:
- przesiewanie
- mikrofiltracja
- ultrafiltracja
- nanofiltracja